# Ngaounang
Ngaounang est un village de la commune de Martap située dans la Région de l'Adamaoua et le département de la Vina au Cameroun.

## Population
Lors du recensement de 2005, Ngaounang comptait 371 personnes dont 189 de sexe masculin et 182 de sexe féminin. Cependant le  Plan communal de développement (PCD) de la commune de Martap réalisé en 2015 y a dénombré 148 habitants dont 58 de sexe masculin et 90 de sexe féminin.

## Climat
La commune de Martap se caractérise par un climat tropical. On note une légère variation de température tout au long de l'année; 22,0 °C en juillet et 24,5° en mars. Cependant, la variation des précipitations atteint les 272 mm entre 274 mm au mois d'août et seulement 2 mm en décembre et en janvier.

## Projets sociaux et économiques
Le Plan communal de développement de 2015 a mis en place plusieurs projets pour améliorer les conditions de vie des habitants. Ces projets visent le développement au niveau de l'infrastructure, l'agriculture, l'industrie animale, l'éducation, la santé publique et d'autres secteurs. Ces projets impliquaient tous les villages de la commune de Martap, et notamment Ngaounang.

### Projets sociaux
Quatre projets sociaux dont le coût estimatif de 50 000 000 Francs CFA ont été programmés pour permettre à Martap de prendre un envol et surpasser ses difficultés. On a planifié de construire un bain d'étiqueur, d'aménager la route et piste Ngaounang- Martap, d'affecter trois enseignants communaux et de créer un marché périodique.

### Projets économiques
On s'est focalisé sur l'agriculture et plus précisément sur la mise sur pied d'une ferme agricole et la dotation du village Ngaounang en moulin dont une machine à écraser et une à concasser. Le coût estimatif de la réalisation de ces deux projets était de 4 000 000 Francs CFA.